# Vindum Overgård
Vindum Overgård er en hovedgård lidt nordvest for landsbyen Vindum, ca. 5 km vest for Bjerringbro. Gården ligger i Vindum Sogn, i det tidligere Middelsom Herred, Bjerringbro Kommune, Viborg Amt, nu i Viborg Kommune. Tæt på gården findes Vindum Kirke.
Gårdens historie går tilbage til slutningen af 1400-tallet. Den blev ødelagt i Trediveårskrigen, og ved krigens afslutning i 1648 blev den overtaget af rigsmarsk Anders Bille, der stod for opførelsen af en trefløjet ladegård, hvis sydfløj omkring 1677 blev ombygget til den hovedbygning der er der i dag. Det er en grundmuret, hvidkalket bygning med kamtakkede gavle og frontispice. En fløj mod syd er bygget i 1800-tallet som aftægtsbolig.
I dag har den 360 hektar jord med planteavl (ingen husdyr), og drives af Neergaard-slægten.

## Eksterne kilder og henvisninger
- J.P. Trap: Danmark 5. udgave 1962.

56°22′40″N 9°34′24″Ø / 56.37778°N 9.57333°Ø
|  | Denne artikel om en bygning eller et bygningsværk kan blive bedre, hvis der indsættes et (bedre) billede. Du kan hjælpe ved at afsøge Wikimedia Commons for et passende billede eller lægge et op på Wikimedia Commons med en af de tilladte licenser og indsætte det i artiklen. |